# Olympische Sommerspiele 2012/Moderner Fünfkampf – Männer
Der Moderne Fünfkampf der Männer bei den Olympischen Spielen 2012 wurde am 11. August 2012 ausgetragen. Insgesamt nahmen 36 Athleten aus 24 Nationen teil.

## Zeitplan
| Zeit      | Sportart                               | Wettkampfstätte        |
| --------- | -------------------------------------- | ---------------------- |
| 08:45 Uhr | Degenfechten                           | Copper Box             |
| 13:20 Uhr | 200 m Freistilschwimmen                | London Aquatics Centre |
| 15:20 Uhr | Springreiten                           | Greenwich Park         |
| 19:00 Uhr | Combined (3000 m Crosslauf / Schießen) | Greenwich Park         |

## Neue Rekorde
Folgende neue Rekorde wurden während des Wettkampfes aufgestellt:
| Olympischer Rekord | 200 m Freistilschwimmen | Amro El-Geziry ( Ägypten)   | 1:55,70 min |
| Olympischer Rekord | Gesamt                  | David Svoboda ( Tschechien) | 1479 Punkte |

## Ergebnisse
| Rang | Athlet                  | Land               | Fechten | Fechten | Schwimmen      | Schwimmen | Springreiten | Springreiten | Combined (Crosslauf / Schießen) | Combined (Crosslauf / Schießen) | Gesamt  |
| Rang | Athlet                  | Land               | Bilanz  | Punkte  | Zeit           | Punkte    | Strafpunkte  | Punkte       | Zeit                            | Punkte                          | Punkte  |
| ---- | ----------------------- | ------------------ | ------- | ------- | -------------- | --------- | ------------ | ------------ | ------------------------------- | ------------------------------- | ------- |
| 1    | David Svoboda           | Tschechien         | 26      | 1024    | 2:04,84 min    | 1304      | 68           | 1132         | 10:33,02 min                    | 2468                            | 5928 OR |
| 2    | Cao Zhongrong           | China              | 25      | 1000    | 1:58,93 min    | 1376      | 120          | 1080         | 10:38,02 min                    | 2448                            | 5904    |
| 3    | Ádám Marosi             | Ungarn             | 20      | 880     | 2:02,08 min    | 1336      | 0            | 1200         | 10:45,72 min                    | 2420                            | 5836    |
| 4    | Alexander Lessun        | Russland           | 25      | 1000    | 2:04,29 min    | 1312      | 88           | 1112         | 11:05,83 min                    | 2340                            | 5764    |
| 5    | Steffen Gebhardt        | Deutschland        | 20      | 880     | 2:07,08 min    | 1276      | 40           | 1160         | 10:37,16 min                    | 2452                            | 5756    |
| 6    | Thomas Daniel           | Österreich         | 17      | 808     | 2:09,23 min    | 1252      | 20           | 1180         | 10:24,02 min                    | 2504                            | 5744    |
| 7    | Andrei Moissejew        | Russland           | 22      | 928     | 2:02,71 min    | 1328      | 60           | 1140         | 11:05,28 min                    | 2340                            | 5736    |
| 8    | Justinas Kinderis       | Litauen            | 15      | 760     | 2:04,35 min    | 1308      | 60           | 1140         | 10:19,34 min                    | 2524                            | 5732    |
| 9    | Riccardo De Luca        | Italien            | 16      | 784     | 2:08,29 min    | 1264      | 0            | 1200         | 10:32,34 min                    | 2472                            | 5720    |
| 10   | Nicholas Woodbridge     | Großbritannien     | 17      | 808     | 1:57,32 min    | 1396      | 44           | 1156         | 11:01,66 min                    | 2356                            | 5716    |
| 11   | Jung Jin-hwa            | Südkorea           | 16      | 784     | 2:00,25 min    | 1360      | 40           | 1160         | 10:57,07 min                    | 2372                            | 5676    |
| 12   | Róbert Kasza            | Ungarn             | 20      | 880     | 2:01,59 min    | 1344      | 0            | 1200         | 11:27,85 min                    | 2252                            | 5676    |
| 13   | Samuel Weale            | Großbritannien     | 17      | 808     | 2:03,40 min    | 1320      | 24           | 1176         | 11:00,00 min                    | 2360                            | 5664    |
| 14   | Óscar Soto              | Mexiko             | 16      | 784     | 2:10,98 min    | 1232      | 24           | 1176         | 10:34,42 min                    | 2464                            | 5656    |
| 15   | Ondřej Polívka          | Tschechien         | 12      | 688     | 2:02,71 min    | 1328      | 64           | 1136         | 10:25,99 min                    | 2500                            | 5652    |
| 16   | Stanislau Schurauljou   | Belarus            | 20      | 880     | 2:06,80 min    | 1280      | 80           | 1120         | 10:58,10 min                    | 2368                            | 5648    |
| 17   | Christopher Patte       | Frankreich         | 16      | 784     | 2:05,99 min    | 1292      | 84           | 1116         | 10:43,96 min                    | 2428                            | 5620    |
| 18   | Esteban Bustos          | Chile              | 15      | 760     | 2:10,52 min    | 1236      | 40           | 1160         | 10:38,72 min                    | 2448                            | 5604    |
| 19   | Deniss Čerkovskis       | Lettland           | 23      | 952     | 2:10,78 min    | 1232      | 224          | 976          | 10:46,88 min                    | 2416                            | 5576    |
| 20   | Nicola Benedetti        | Italien            | 17      | 808     | 2:18,47 min    | 1140      | 116          | 1084         | 10:16,92 min                    | 2536                            | 5568    |
| 21   | Rustem Sabirchusin      | Kasachstan         | 19      | 856     | 2:13,21 min    | 1204      | 100          | 1100         | 10:49,57 min                    | 2404                            | 5564    |
| 22   | Shinichi Tomii          | Japan              | 18      | 832     | 2:01,19 min    | 1348      | 112          | 1088         | 11:19,03 min                    | 2284                            | 5552    |
| 23   | Pawlo Tymoschtschenko   | Ukraine            | 13      | 712     | 2:08,15 min    | 1264      | 60           | 1140         | 10:48,37 min                    | 2408                            | 5524    |
| 24   | Szymon Staśkiewicz      | Polen              | 14      | 736     | 2:11,54 min    | 1224      | 20           | 1180         | 10:56,31 min                    | 2376                            | 5516    |
| 25   | Arthur Lanigan-O’Keeffe | Irland             | 14      | 736     | 2:02,44 min    | 1332      | 80           | 1120         | 11:08,69 min                    | 2328                            | 5516    |
| 26   | Stefan Köllner          | Deutschland        | 16      | 784     | 2:11,71 min    | 1220      | 80           | 1120         | 10:59,16 min                    | 2364                            | 5488    |
| 27   | Edward Fernon           | Australien         | 14      | 736     | 2:13,10 min    | 1204      | 68           | 1132         | 10:48,19 min                    | 2408                            | 5480    |
| 28   | Yasser Hefny            | Ägypten            | 17      | 808     | 2:05,90 min    | 1292      | 120          | 1080         | 11:25,53 min                    | 2260                            | 5440    |
| 29   | Pawel Iljaschenko       | Kasachstan         | 15      | 760     | 2:06,62 min    | 1244      | 164          | 1036         | 10:49,80 min                    | 2404                            | 5432    |
| 30   | Dsmitryj Meljach        | Belarus            | 17      | 808     | 2:03,67 min    | 1316      | 172          | 1028         | 11:33,18 min                    | 2228                            | 5380    |
| 31   | Andrei Gheorghe         | Guatemala          | 15      | 760     | 2:13,89 min    | 1196      | 88           | 1112         | 11:15,58 min                    | 2300                            | 5368    |
| 32   | Dennis Bowsher          | Vereinigte Staaten | 12      | 688     | 2:05,15 min    | 1300      | 124          | 1076         | 11:25,09 min                    | 2260                            | 5324    |
| 33   | Amro El-Geziry          | Ägypten            | 18      | 832     | 1:55,70 min OR | 1412      | 344          | 856          | 11:42,44 min                    | 2192                            | 5292    |
| 34   | Hwang Woo-jin           | Südkorea           | 14      | 736     | 2:01,14 min    | 1348      | 464          | 736          | 12:08,88 min                    | 2088                            | 4908    |
| 35   | Dmytro Kirpuljanskyj    | Ukraine            | 17      | 808     | 2:04,83 min    | 1304      | DNF          | 340          | 11:18,80 min                    | 2288                            | 4740    |
| 36   | Wang Guan               | China              | 12      | 688     | 2:12,13 min    | 1216      | DNS          | DNS          | DNS                             | DNS                             | 1904    |